# Teddy Purcell
Edward "Teddy" Purcell, född 8 september 1985, är en kanadensisk professionell ishockeyspelare som spelar för Los Angeles Kings i National Hockey League (NHL). Han har tidigare representerat Los Angeles Kings, Tampa Bay Lightning, Edmonton Oilers och Florida Panthers.
Purcell blev aldrig draftad av något lag.